# Jan XVIII.
Jan XVIII., rodným jménem Giovanni Fasano, resp. Fasanius (?, Řím – červen nebo červenec 1009, Řím) byl papežem od prosince 1003 nebo od ledna 1004 až do roku 1009, kdy abdikoval a krátce nato zemřel.

## Odkazy

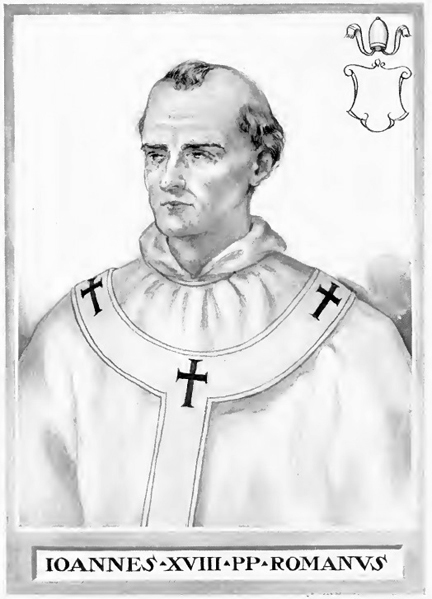
Ilustrace zobrazující papeže Jana XVIII.